# Rhun ap Neithon
Pour les articles homonymes, voir Rhun Hir ap Maelgwn et Rhun mab Urien.
Rhun ap Neithon ap Senyllt était un roi breton du Galloway et de l'île de Man à la fin du VIe siècle. 

## Contexte
Rhun ap Neithon ap Senyllt est membre de la lignée de princes brittoniques qui s'implante dans l'île de Man; il est le père de  Tudwal. Sa généalogie est détaillée dans les Harleian genealogies:  Mermin map Anthec map Tutagual(II) map Run map Neithon map Senill map Dinacat map Tutagual(I) map Eidinet map Anthun map Maxim guletic qui occidit gratianum regem romanorum
et dans le manuscrit des Généalogies du Jesus College MS. 20:  Meruyn mawr m Kyuyn m Anllech m Tutwal (II) m Run m Neidaon m Senilth hael. Tryd hael or gogled. Senilth m Dingat m Tutwal (I) m Edneuet m Dunawt m Maxen wledic. val y mae vchot. 
Hector Munro Chadwick, estime que cette famille est originaire du Galloway en aurait été expulsée avant 550 par l'avancée des angles ou même par Urien de Rheged ce qui est vraisemblablement intervenu à l'époque de Rhun ap Neithon ou de son père.

## Source
- (en) Peter Bartrum, A Welsh classical dictionary: people in history and legend up to about A.D. 1000, Aberystwyth, National Library of Wales, 1993 (ISBN 9780907158738), p. 645  RHUN AP NEITHON ap SENYLLT. (515)